# Sở thú Děčín
Sở thú Děčín (tiếng Séc: Zoologická zahrada Děčín – Pastýřská stěna) là một sở thú (vườn thú) ở thành phố Děčín, Cộng hòa Séc. Sở thú Děčín được thành lập vào năm 1948, và chính thức mở cửa vào năm 1949. Nhà sáng lập là doanh nhân Děčín Ludvík Grác.

## Động vật
Trong những năm sở thú bắt đầu hoạt động, có khoảng 40 đến 50 loài động vật sinh sống ở đây, chẳng hạn như: Các loài gấu, khỉ đầu chó, sói Carpathian, hươu sao, cừu Mouflon, kền kền, gà lôi, cò và diệc.
Năm 1956, vườn thú đón thêm một con sư tử, một cặp lạc đà, một con linh cẩu và một con vạc. Trong những năm tiếp theo, số lượng loài không ngừng tăng lên với những cái tên như: nhím, đà điểu emu, lạc đà không bướu và gấu trúc. Năm 1958, số lượng động vật ở đây đạt khoảng 300 con thuộc 98 loài và khoảng 200 con cá cảnh.
Theo thống kê đến năm 2014, sở thú Děčín có khoảng 400 động vật thuộc hơn 150 loài, trong số đó có nhiều loài quý hiếm khó gặp ở Cộng hòa Séc.

## Tư cách thành viên
Sở thú Děčín là thành viên của các tổ chức có quy mô châu Âu và thế giới, chẳng hạn như:
- Hiệp hội vườn thú và thủy cung thế giới (WAZA)
- Liên minh các vườn thú Séc và Slovakia (UCSZ)
- Hiệp hội vườn thú và thủy cung châu Âu (EAZA)
- Hiệp hội các nhà giáo dục vườn thú quốc tế (IZE)
- Hệ thống thông tin loài quốc tế (ISIS).